# Élection gouvernorale de 2020 en Caroline du Nord
L'élection gouvernorale de 2020 en Caroline du Nord a lieu le 3 novembre 2020 afin d'élire le gouverneur de l'État américain de Caroline du Nord.
Le gouverneur sortant démocrate Roy Cooper est réélu avec 51 % des voix.

## Contexte
Le gouverneur sortant, le démocrate Roy Cooper, élu en 2016 à la suite d'un scrutin très disputé, est candidat à un second mandat. Il est opposé au républicain Dan Forest, lieutenant-gouverneur de l'État depuis 2013.

## Système électoral
Le gouverneur de Caroline du Nord est élu pour un mandat de quatre ans au scrutin uninominal majoritaire à un tour.

## Primaire démocrate

### Candidats
- Roy Cooper, gouverneur sortant
- Ernest T. Reeves, ancien combattant

### Résultats
| Candidat | Candidat         | Voix      | %     |  |
| -------- | ---------------- | --------- | ----- |  |
|          | Roy Cooper       | 1 128 829 | 87,19 |  |
|          | Ernest T. Reeves | 165 804   | 12,81 |  |
|          |                  |           |       |  |
| Total    | Total            | 1 294 633 | 100   |  |

## Primaire républicaine

### Candidats
- Dan Forest, lieutenant-gouverneur de Caroline du Nord
- Holly Grange, représentante de Caroline du Nord

### Résultats
| Candidat | Candidat     | Voix    | %     |  |
| -------- | ------------ | ------- | ----- |  |
|          | Dan Forest   | 698 077 | 88,95 |  |
|          | Holly Grange | 86 714  | 11,05 |  |
|          |              |         |       |  |
| Total    | Total        | 784 791 | 100   |  |

## Autres partis et candidats
- Steven J. DiFiore (Parti libertarien)
- Al Pisano (Parti de la Constitution)

## Résultats
| Candidat                 | Candidat                 | Parti                    | Voix      | %     |
| ------------------------ | ------------------------ | ------------------------ | --------- | ----- |
|                          | Roy Cooper               | Démocrate                | 2 834 790 | 51,51 |
|                          | Dan Forest               | Républicain              | 2 586 605 | 47,01 |
|                          | Steven J. DiFiore        | Libertarien              | 60 449    | 1,10  |
|                          | Al Pisano                | Constitution             | 20 934    | 0,38  |
|                          |                          |                          |           |       |
| Votes valides            | Votes valides            | Votes valides            | 5 502 778 | 99,22 |
| Votes blancs et nuls     | Votes blancs et nuls     | Votes blancs et nuls     | 43 069    | 0,78  |
| Total                    | Total                    | Total                    | 5 545 847 | 100   |
| Abstention               | Abstention               | Abstention               | 1 813 951 | 24,65 |
| Inscrits / participation | Inscrits / participation | Inscrits / participation | 7 359 798 | 75,35 |